# 제이윈
제이윈(J.win, 1998년 11월 8일 ~)은 중국의 아이돌 가수다.

## 방송
- C.T.O 프로젝트 더 서바이벌 (2020~2021)

## 음반
- C.T.O (2018)
- Insomnia (2018)
- C.T.O Shou Zhang Tong Ming Zhuan Ji (2018)
- LOVE YOU (2019)
- Start It (2019)
- Oh! That Girl (2021)